# Реметя-Лунке
Реметя-Лунке (рум. Remetea-Luncă) — село у повіті Тіміш в Румунії. Входить до складу комуни Менештіур.
Село розташоване на відстані 355 км на північний захід від Бухареста, 64 км на схід від Тімішоари.

## Населення
За даними перепису населення 2002 року у селі проживали 456 осіб, усі — румуни. Усі жителі села рідною мовою назвали румунську.